# Гришковец, Валерий Фёдорович
Валерий Фёдорович Гришковец (23 декабря 1953, Пинск) — белорусский писатель, публицист, переводчик, журналист.

## Биография
После 9-го класса работал на заводе, затем служил в армии, был виноградарем в Крыму, геологоразведчиком в Забайкалье, строителем в Бурятии, Литве.
Учился на факультете журналистики Белорусского государственного университета, но ушёл после второго курса. Окончил Высшие литературные курсы Литературного института (семинар Юрия Кузнецова).
- Член Союза писателей Беларуси (1992) и Союза писателей России (1996). Награждён Медалью Франциска Скорины (2015)

Живёт в Пинске Брестской области Белоруссии. Автор гимна города Пинска.

## Творчество
Стихи начал писать в школе, публиковался в «Литературной газете» и «Литературной России», в журналах «Наш современник», «Москва», «Дружба народов», «Нёман», «Беларуская думка» и др.
Валерий Гришковец ― автор полемических статей о литературной и общественной жизни Беларуси.
Критики отмечают некоторую мрачность стихов В. Гришковца, превалирование мотивов одиночества, обездоленности. Часто появляются в творчестве поэта темы ухода, тщетности жизни.

Посиди — как будто между делом,

Руки на колени положа.

И почуешь, как сроднилась с телом

Намертво уставшая душа.

Значит, отлетать ей рановато.

Ну и ладно, и живи, живи…

Ну а боль? Она и боли рада -

Не бывает боли без любви.

## Книги стихов и прозы
- Время отправления: Стихи. ― Мн.: Мастацкая літаратура, 1981. — 8000 экз.
- Круг аистиный. Лирика. ― Мн.: Мастацкая літаратура, 1991. — 2500 экз.
- Белые мосты: Стихи. Рассказы. Эссе. Статьи. Заметки. ― Пинск, 2004. — ISBN 985-6497-16-7
- «Я из тех…» Избранное. ― Мн.: Харвест, 2012. ― (Бібліятэка Саюза пісьменнікаў Беларусі). — 1000 экз. — ISBN 978-985-18-1076-1
- Как на духу!.. Стихи последних лет. Мн. Издательский дом «Звязда». — 1019 экз. ISBN 978-985-575-080-3
- Поезд вне расписания: эссе, дневники, записки. — Екатеринбург, RIDERO, 2018. — 622 стр. — ISBN 978-5-4490-3192-1
- Соборная площадь: избранные стихи и статьи. — Екатеринбург, RIDERO, 2018. С. 314. ISBN 978-5-4493-0662-3
- Остаюсь навсегда… Избранное. — Мн., БелЭн, 2020. С. 303. 831 экз.

## Книги переводов
- Белой вежи свет: Поэзия Брестчины в переводах Валерия Гришковца. / Предисловие А. Каско. ― Брест: Академия, 2005. — ISBN 985-6750-94-6
- Белой вежи свет: Поэзия Брестчины в переводах Валерия Гришковца. / Предисловие А. Карлюкевича. — Изд. 2-е, дополненное. ― Мн., 2010. — 700 экз. — ISBN 978-985-6941-89-7
- Рышард Капустинский. Возвращение: Стихи, перевод с польского В. Гришковца. ― Мн.: Літаратура i мастацтва, 2007. — 1500 экз. — ISBN 978-985-6720-24-9

## Литературные премии
- Литературная премия имени Андрея Платонова (1998)
- Литературная премия Республики Беларусь «Золотой купидон» за лучшую книгу года в жанре перевода (2011)
- Брестская областная премия им. Вл. Колесника (2007)
- Годовые премии журналов «Москва» (1997), «Нёман» (1991), «Беларуская думка» (2004)
- Независимая литературная премия «Пуд мёда»
- Медаль Франциска Скорины (2015)
- Национальная литературная премия Беларуси (2020)[5].